# Mama (cântec de Spice Girls)
Mama este un disc single al formației de origine britanică Spice Girls inclus în albumul de debut Spice. Piesa este de asemenea al patrulea single al albumului. Versurile sale fac referință la dificultățile din relațiile dintre mame și fiice care apar în timpul adolescenței.